# História do kendo

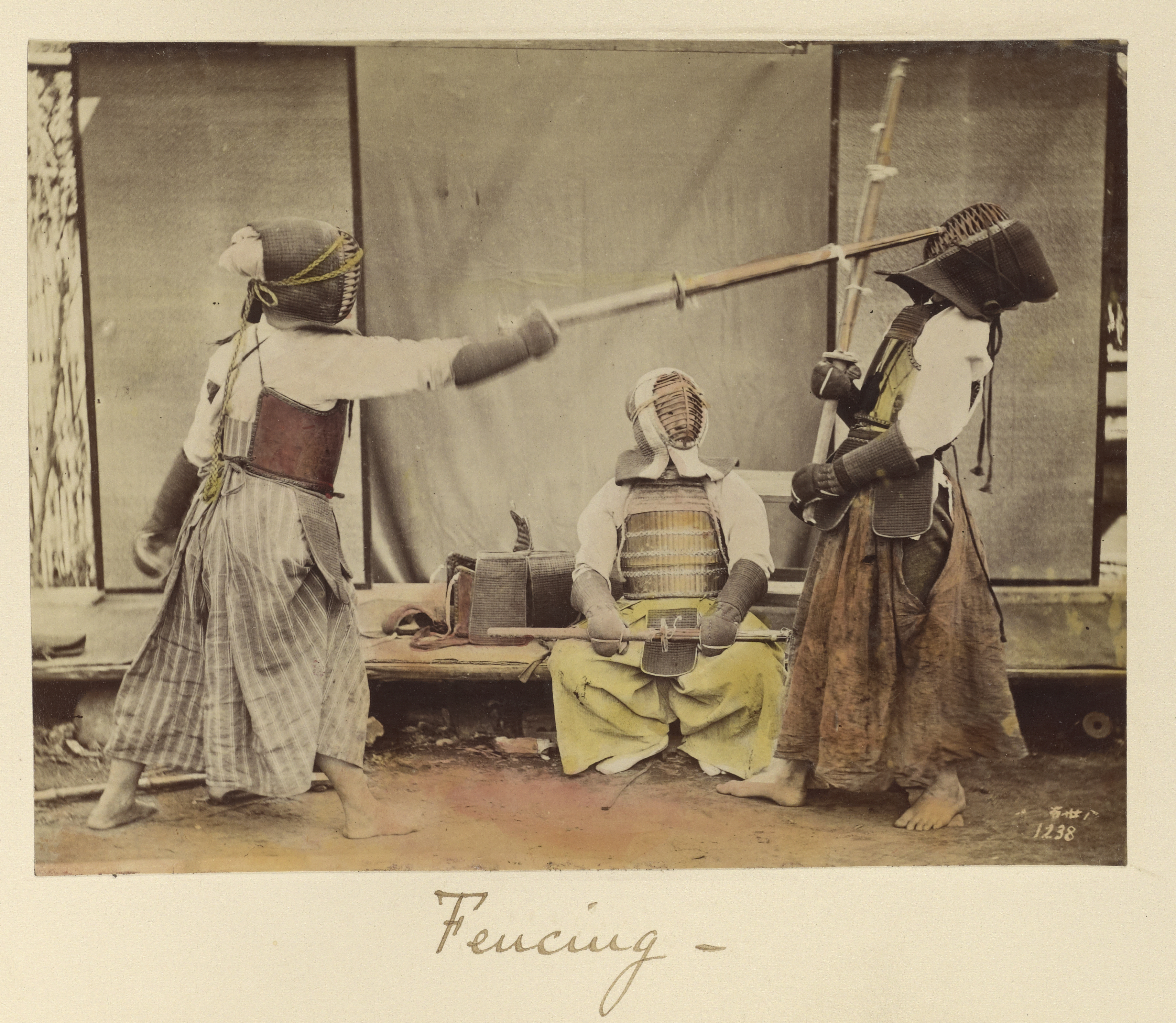
Kendo na era Meiji.

A história do kendo é a História da luta de espadas japonesa, cujo valor bélico já tinha sido ultrapassado desde o século XVI. A espada tem um simbolismo muito forte no Japão, tanto que na mitologia do Japão, os deuses utilizavam espadas e o primeiro imperador japonês recebe uma espada da deusa Amaterasu como um dos presentes para seu novo cargo, algo que faz parte do ritual de entronamento do imperador japonês até hoje.

## Ko KendoeShin Kendo
A diferença entre o bujutsu - kenjutsu, jujitsu - e budo - kendo, judo - é que o primeiro é um sistema de treino de combate preocupado com a utilização daquele treino de maneira eficaz no campo de batalha, enquanto o segundo é derivado do primeiro, mas preocupado com a construção moral e espiritual do indivíduo. Além disso, ainda há a existência do bujustu e budo clássicos (ko bujutsu, ko budo) e modernos (shin bujutsu, shin budo). Os clássicos são organizados em unidades locais tradicionais, o ryu, com poucos estudantes e tudo sendo ensinado por um mestre naquele estilo. Já os modernos, são organizados por organizações nacionais, tem um número muito maior de praticantes, além de diferenças no treinamento e no sistema de graduação. O que diferencia o shin kendo do ko kendo é o uso de equipamento para proteção, uso da shinai (espada de bambu), treino mais livre, ao invés de treinos através de kata e também as competições esportivas.

## Surgimento dokendo
Até 1866, o kenjutsu era ensinado junto à artilharia moderna nas academias xogunais, como a academia Kobusho, fundada em 1856, sendo parte da formação dos exércitos. Essa academia também foi importante para criação do kendo. Já que havia competição entre os alunos, que lutavam utilizando pouca proteção para o corpo, eram utilizadas nos treinos espadas feitas de bambu, cujo comprimento é o oficial até hoje, características do kendo moderno. No ano de 1866, a academia Kobusho foi fechada pelo xogum devido às discussões sobre o que se deveria ensinar nas academias de artes marciais.
Em 1868, com a Restauração Meiji e o fim do xogunato, o poder voltava às mãos do imperador. Uma das leis que foram promulgadas foi a proibição do porte de espadas em público e o fechamento das academias urbanas. Sendo assim, os samurais passaram a ficar à margem da sociedade, por não saberem desempenhar outro tipo de função. Em resposta a isto, Sakakibara Kenkichi, antigo instrutor de kenjutsu do último Xogum Tokugawa, cria a Gekken Kaisha, uma sociedade de prática de esgrima, na qual se realizava competição entre os guerreiros, gerando sucesso comercial e atraindo muitos competidores.
Com a proibição do uso de espadas pelos samurais, os únicos que poderiam andar armados eram os membros da polícia militarizada. Uma dessas polícias, a Polícia Metropolitana de Tóquio, organizada em 1874, começou a recrutar antigos samurais de todo o país em 1879 e, a fim de que houvesse uma uniformização das técnicas, sintetizou os diversos estilos em 10 kata (formas de ataque e defesa), um de cada estilo principal.

Outra instituição que ajudou neste processo foi a Dai Nippon Butokukai (Grande Sociedade da Virtude Marcial do Japão), criada em 1895 para que fosse divulgada a tradição marcial do país. A Butokukai criou torneios anuais das mais diversas artes marciais como kendo e arco e flecha. A instituição no ano de 1911 tinha quase 1,8 milhão de associados, segundo seus próprios registros. Após a criação da Butokukai, o kendo, assim como outras artes marciais japonesas, adquire um papel de sistema de educação que passa os conceitos considerados importantes para o "Espírito Japonês", isso aconteceu após a preservação dos valores tradicionais dos guerreiros e os colocou em prática nas escolas públicas, em aulas de educação física. Com a criação dessa organização inicia o processo de nacionalização e modernização das artes marciais.

## Kendoe militarismo
Por fim, o ensino do kendo foi também introduzido nas escolas japonesas como parte da grade curricular da Educação Física. Inicialmente, após a análise de um comitê e de médicos, ficou decidido que o kendo era muito perigoso para o ensino nos colégios. Depois - em 1896 e, depois, em 1905 – chegou-se à uma conclusão diferente: kendo e judo deveriam ser ensinados apenas aos alunos com mais de 16 anos como matéria extracurricular. Somente em 1911 essas duas artes marciais foram incluídas no currículo escolar como eletivas.
Durante a I Guerra Mundial, mais precisamente no ano de 1917, foram promulgadas as Proposições sobre a Promoção da Ginástica Militar (Heishiki taisou ni kansuru kengian), que estabeleciam uma visão em que o aluno deveria pensar igual a um soldado. Portanto, deveria demonstrar grande patriotismo arraigado, obediência à autoridade e ter força física e mental. Em 1931, judo e kendo eram obrigatórios em todas as aulas de educação física.
Até a II Guerra Mundial, houve uma crescente propaganda nacionalista pelo Japão e também nas escolas. Isso ficou ainda mais forte com os Jogos de Kanto, no qual os participantes usavam uniformes militares, lutavam com baionetas e eram premiados com medalhas, numa simulação de militarismo. Em 1943, havia até competições de atirar granadas. Os jogos eram para garotos entre 15 e 25 anos e, a partir de 1943, também garotas entre 15 e 21 anos. Esta ênfase na ligação entre educação física e militarização foi crescendo com o passar dos anos com a criação de órgãos como o Dai Nihon Taiiku Kyokai (Associação de Educação Física do Grande Japão). A partir daí, os esportes ocidentais foram banidos da educação física permanecendo apenas as artes marciais japonesas. Assim, visando-se a utilização nos campos de batalha, através do uso de espadas de metal ao invés das de bambu, que eram usadas para o treinamento, alterou-se as regras do kendo em 1943, a fim de torná-la uma verdadeira luta .
Com o fim da II Guerra Mundial, os aliados ocuparam totalmente os países vencidos, pois não havia nenhuma autoridade independente na Alemanha e no Japão. Desta forma, a ocupação seria uma forma de controle dos aliados sobre os países derrotados, para evitar novas ondas de nacionalismo exacerbado. Durante essa ocupação, houve a proibição do ensino e da prática de judo, kendo e outras artes marciais nas escolas e em academias. Daí em diante, o kendo só é permitido como atividade ao passar por um processo de desmilitarização de seu significado, adquirindo um caráter de esporte semelhante à forma ocidental, com campeonatos padronizados.